# یان سونگوئو
یان سونگوئو (انگلیسی: Yann Songo'o؛ زادهٔ ۱۹ نوامبر ۱۹۹۱) بازیکن فوتبال اهل فرانسه است.
از باشگاه‌هایی که در آن بازی کرده‌است می‌توان به باشگاه فوتبال سابادل، باشگاه فوتبال اسکانتورپ یونایتد، باشگاه فوتبال اسپورتینگ کانزاس‌سیتی، و باشگاه فوتبال بلکبرن روورز اشاره کرد.
وی همچنین در تیم‌های ملی فوتبال France national under-16 football team و Cameroon national under-20 football team بازی کرده‌است.